# Giambattista Magistrini

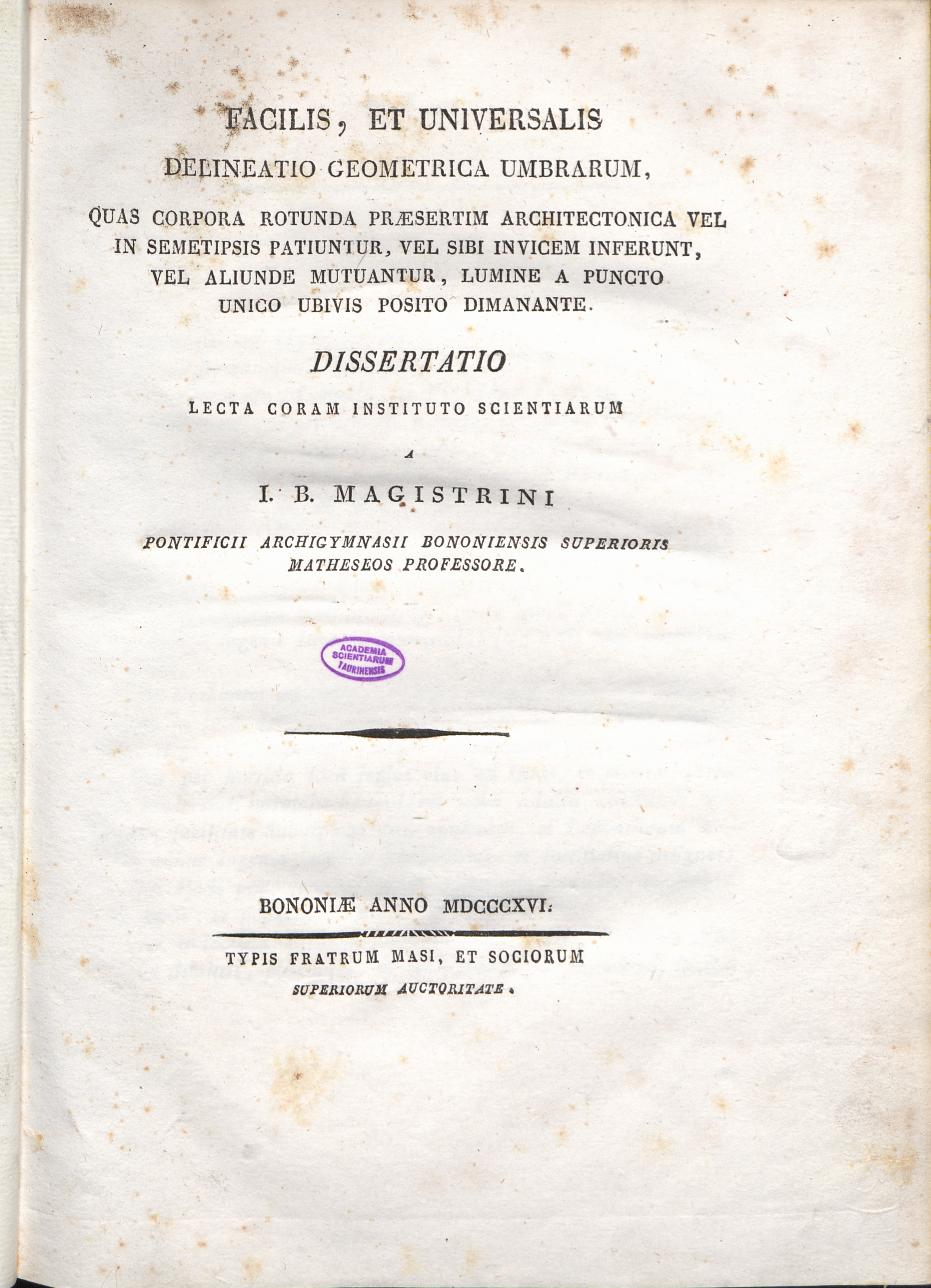
Facilis, et universalis delineatio geometrica umbrarum, 1816

Giambattista Magistrini (1777 - 1849) foi um matemático italiano.
Desde 1804 foi professor de cálculo na Universidade de Bolonha.
Desde 1811 foi membro da Academia Nacional das Ciências. Em 1839 foi nomeado membro da Academia das Ciências de Turim.

## Obras
- Descrizione di un teodolite scenografico (em italiano). Verona: Luigi Mainardi. 1812
- Facilis, et universalis delineatio geometrica umbrarum (em latim). Bolonha: Fratelli Masi & C. 1816
- Osservazioni varie sopra alcuni punti principali di matematica superiore (em italiano). Verona: Luigi Mainardi. 1816
- Discorso in lode di Luigi La-Grange (em italiano). Bolonha: Annesio Nobili. 1819